# Erlen
Erlen (toponimo tedesco) è un comune svizzero di 3 636 abitanti del Canton Turgovia, nel distretto di Weinfelden.

## Storia
Nel 1995 Erlen ha inglobato i comuni soppressi di Buchackern, Engishofen, Ennetaach, Kümmertshausen e Riedt. Fino al 2010 ha fatto parte del distretto di Bischofszell.

## Monumenti e luoghi d'interesse

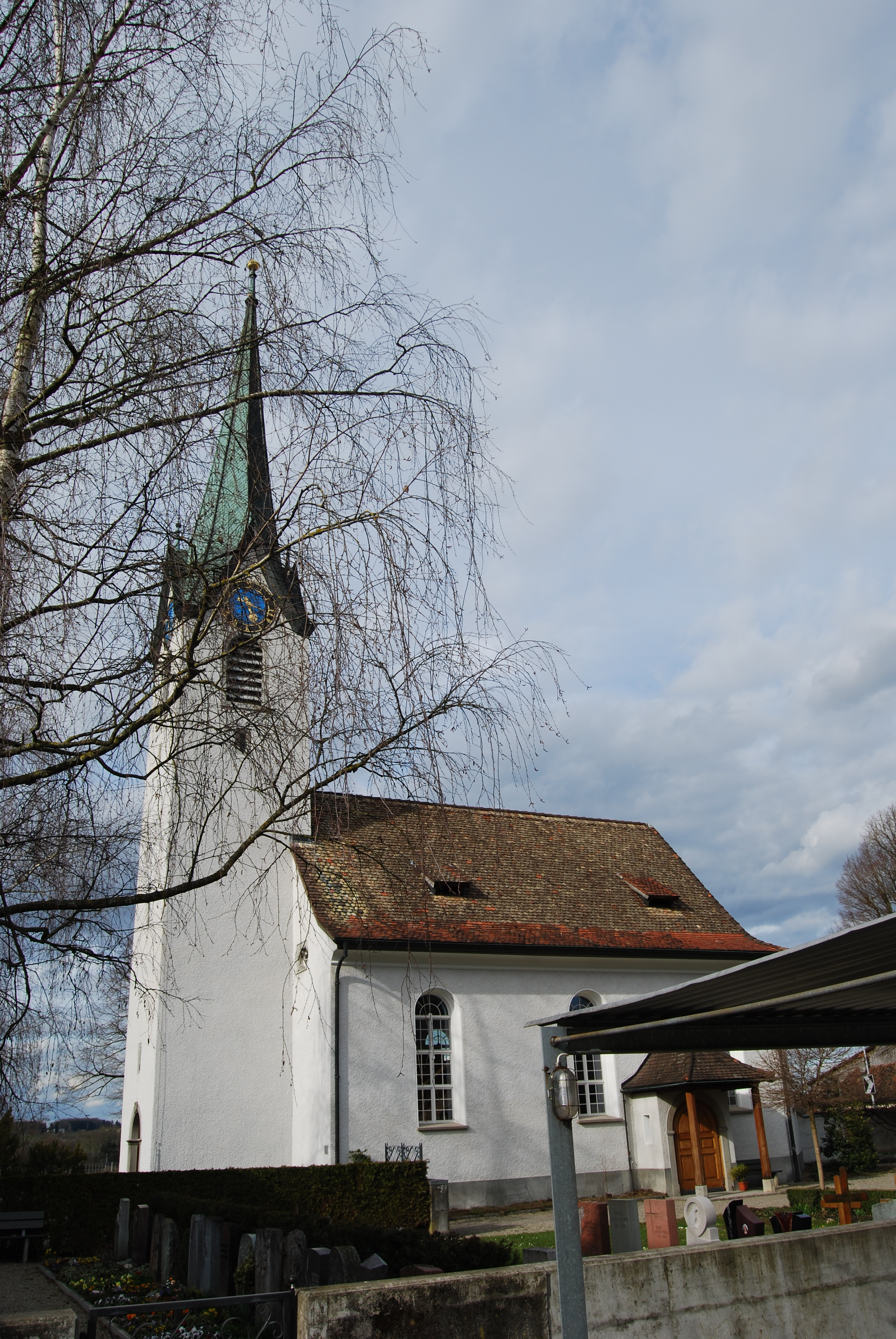
La chiesa riformata

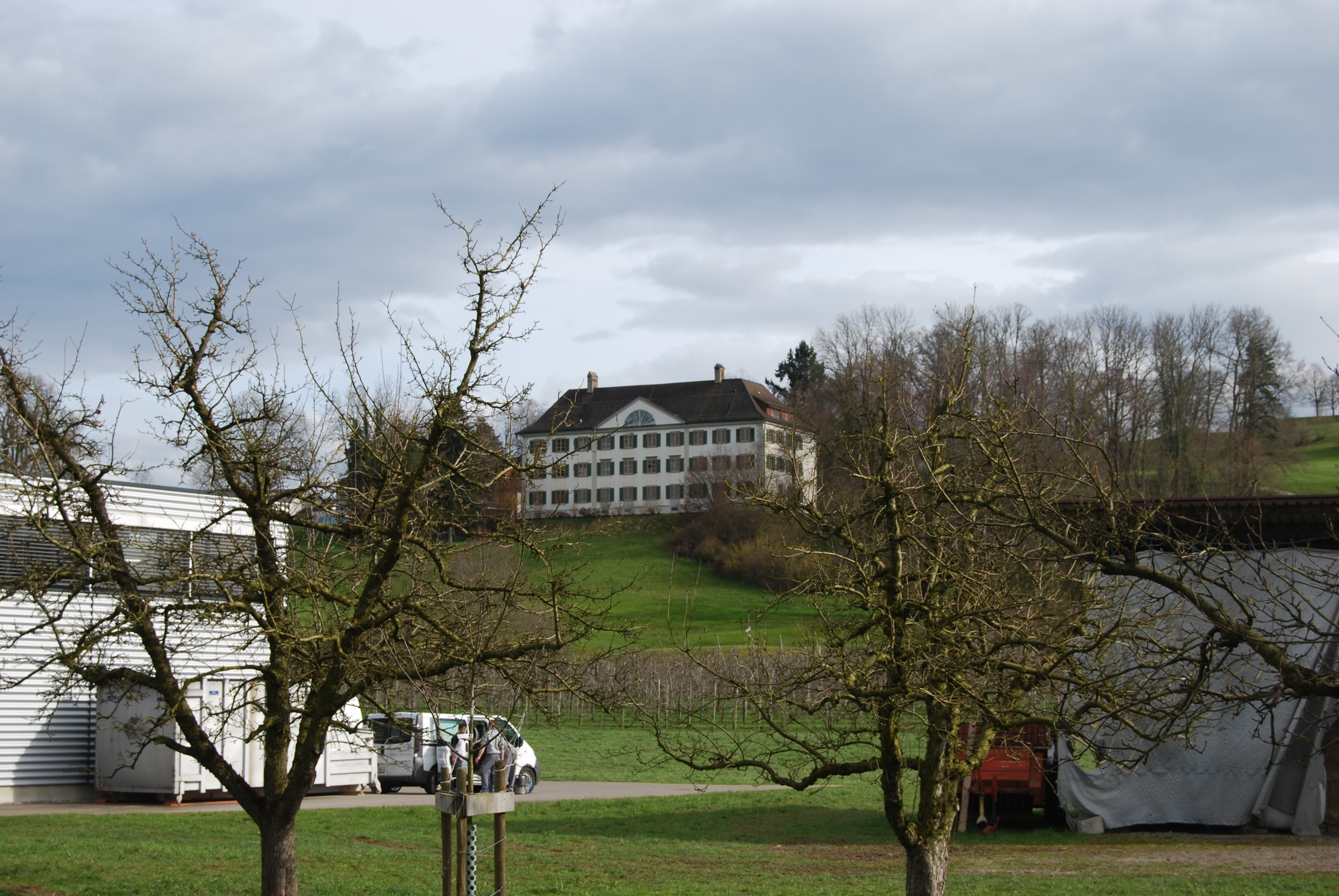
Il castello di Eppishausen

- Chiesa riformata, eretta nel 1764[1];
- Castello di Eppishausen, attestato dal 1372[2].

## Società

### Evoluzione demografica
L'evoluzione demografica è riportata nella seguente tabella (con Buchackern, Engishofen, Ennetaach e Kümmertshausen ma fino al 2000 senza Riedt):
Abitanti censiti

## Geografia antropica

### Frazioni
- Buchackern[5]
- Erlen-Dorf[1]
- Ehstegen[1]
- Engishofen[6]
- Ennetaach[7]
- Eppishausen[1]
- Kümmertshausen[8]
  - Kratz
  - Pulvershaus
  - Unter-Löwenhaus
- Riedt[9]

## Amministrazione
Ogni famiglia originaria del luogo fa parte del cosiddetto comune patriziale e ha la responsabilità della manutenzione di ogni bene ricadente all'interno dei confini del comune.

## Infrastrutture e trasporti
Erlen è servito dall'omonima stazione sulla ferrovia Winterthur-Romanshorn.